# Fotbal Club Onești
Il Fotbal Club Onești è una società calcistica rumena con sede nella città di Onești, fondata nel 1994. Nel campionato 2010-2011 milita in Liga III

## Storia
Il club è stato fondato nel 1994 dalla fusione del C.S.M. Borzești con il F.C. Electro Onești.
Nel campionato 1994-1995, l'Electro MECON Onești termina al secondo posto il proprio girone di Divizia C e viene promosso. Disputa nella seconda serie tre campionati prima di essere promosso in Divizia A al termine di un campionato terminato al secondo posto dietro il SC Astra Ploiești ma con 19 punti di vantaggio sulla terza.
Nel massimo campionato disputa due stagioni, terminate al 14º e al 16º posto. Viene retrocesso in Liga III nel 2004 dopo aver chiuso all'ultimo posto il proprio girone a causa di problemi finanziari poiché il principale sponsor, la raffineria RAFO ha ritirato il sostegno finanziario
Dal 2010-2011 gioca in Liga III

## Nomi ufficiali
Le due squadre che han dato vita al FC Onești hanno avuto i seguenti nomi:
- Chimia Onești (1963-71)
- Trotușul (1971-74)
- CAROM (1974-75)
- C.S.M. Borzești (1975-1994)
- Energia (1973)
- MECON Onești (1987)
- MECONERG (1991-93)
- Electromecon (1993-94)
- F.C. Electro (1994-95)

## Stadio
Il club disputa le partite interne nello stadio FC Onești, costruito nel 1989 dotato di 10.000 posti a sedere 

## Palmarès

### Altri piazzamenti
- Liga II:

Secondo posto: 1997-1998
- Liga III:

Terzo posto: 1994-1995